# Нижньокорочанська волость
Нижньокорочанська волость — історична адміністративно-територіальна одиниця Новохоперського повіту Воронізької губернії з центром у слободі Нижній Карачан.
Станом на 1880 рік складалася 3 поселень, 4 сільських громад. Населення — 5679 осіб (2536 чоловічої статі та 3143 — жіночої), 956 дворових господарств.
|                     | Площа, десятин | У тому числі орної, дес. |
| ------------------- | -------------- | ------------------------ |
| Сільських громад    | 14224          | 8144                     |
| Приватної власності | 3093           | 1857                     |
| Іншої власності     | 126            | 70                       |
| Загалом             | 17443          | 10071                    |

Поселення волості на 1880 рік:
- Нижній Карачан (Жолнівка) — колишня власницька слобода при річці Карачан за 36 верст від повітового міста, 3316 осіб, 553 двори, православна церква, школа, лікарня, винокурний завод, 2 лавки, базари по суботах та 3 ярмарки на рік.
- Василівка — колишня власницька слобода при річці Карачан, 1425 осіб, 275 дворів, православна церква, школа.
- Тюменівка — колишня власницька слобода при річці Карачан, 797 осіб, 114 дворів.

За даними 1900 року у волості налічувалось 6 поселень із переважно російським населенням.